# Roumanie aux Jeux olympiques d'hiver de 2018
La Roumanie participe aux Jeux olympiques d'hiver de 2018 à Pyeongchang en Corée du Sud du 9 au 25 février 2018. Il s'agit de sa vingt-et-unième participation à des Jeux d'hiver.

## Participation
Aux Jeux olympiques d'hiver de 2018, les athlètes de l'équipe de Roumanie participent aux épreuves suivantes : 
| Sport               | Hommes | Femmes | Total |
| ------------------- | ------ | ------ | ----- |
| Ski alpin           | 1      | 1      | 2     |
| Biathlon            | 5      | 1      | 6     |
| Bobsleigh           | 5      | 2      | 7     |
| Ski de fond         | 2      | 1      | 3     |
| Luge                | 4      | 1      | 5     |
| Skeleton            | 1      | 1      | 2     |
| Saut à ski          | 0      | 1      | 1     |
| Patinage de vitesse | 0      | 1      | 1     |
| Total               | 18     | 9      | 27    |